# Ding Dong, Ding Dong
«Ding Dong, Ding Dong» es una canción de George Harrison, publicada como sencillo el 6 de diciembre de 1974 por Apple Records.

## Antecedentes
"Ding Dong, Ding Dong" era la canción de George Harrison para las vacaciones del Día de Año Nuevo. La canción fue un modesto éxito cuando fue lanzado (alcanzó el #36 en los EE. UU., # 38 en el Reino Unido y #31 en Alemania), y sigue saliendo al aire durante la temporada de Navidad. Se hízo un vídeo, en el que - como la letra de la canción demuestra - George "resonó el viejo": se ríe de su pasado beatle, que aparece con diferentes trajes que ha usado en su carrera como un beatle y tocando su Rickenbacker de 12 cuerdas. El lado B "I Don't Care Anymore" - aún no se ha editado en CD.

## Posiciones en listas
- "Ding Dong, Ding Dong", alcanzó #38 en el Reino Unido y # 36 en los Estados Unidos.

- Datos: Q2668517